# Gustavo Bontadini
(G. Bontadini, Saggio di una metafisica dell'esperienza)
Gustavo Bontadini (Milano, 27 marzo 1903 – Milano, 12 aprile 1990) è stato un filosofo italiano, esponente di spicco del movimento neotomista, che ebbe presso l'Università Cattolica del Sacro Cuore di Milano uno dei suoi più importanti punti di riferimento e diffusione.
Fu maestro, tra gli altri, di Angelo Scola, Emanuele Severino, Giovanni Reale, Evandro Agazzi, Virgilio Melchiorre, Luigi Negri, Luisa Muraro, Carmelo Vigna, Giuseppe Barzaghi, Alessandro Cortese, Paolo Aldo Rossi, Giorgio Buccellati, Paolo Pagani.
Era fratello del calciatore e medico Franco Bontadini.

## Biografia
Iscrittosi presso l'Università Cattolica di Milano quando essa aveva iniziato le sue attività, ma non era ancora riconosciuta dal governo italiano, egli fu, nel 1925, il terzo laureato assoluto dell'ateneo, presso il quale fu poi professore di filosofia teoretica dal 1951 al 1973, anno del suo ritiro.
Ha insegnato anche presso l'Università degli Studi di Urbino (1940-1950), la Statale di Milano (1944-1946) e l'Università degli Studi di Pavia (1947-1951).

## Pensiero

### Un ritorno a Parmenide
Pur rifacendosi alla metafisica classica, quella aristotelica e tomistica, Bontadini si dichiara "neoclassico" intendendo evidenziare il nuovo ruolo che quell'antica metafisica può svolgere nella filosofia contemporanea.
Egli infatti definisce se stesso come «un metafisico radicato nel cuore del pensiero moderno».
Rifacendosi alla filosofia idealistica ne apprezza soprattutto la «verità metodologica» che ha evidenziato il ruolo della coscienza, del  cogito cartesiano, nel cogliere il significato dell'essere pur considerandolo come altro, diverso dalla soggettività della coscienza stessa, realizzando cioè una identità tra il soggetto e l'oggetto, tra l'intelletto e la sensibilità che riporta in luce l'antica teoria parmenidea dell'identità di Essere e Pensiero.
Un Parmenide, quello di Bontadini, che non esclude «la constatazione del divenire, da un lato, e la denuncia della sua contraddittorietà, dall'altro. Due protocolli che fanno capo rispettivamente ai due piloni del fondamento: l'esperienza e il principio di non contraddizione (primo principio). I due protocolli sono tra loro in contraddizione, e tuttavia godono entrambi del titolo di verità [...] sono verità, però, che in quanto prese nell'antinomia (antinomia dell'esperienza e del logo) si trovano a dover lottare contro un'imputazione di falsità. Giacché l'esperienza oppugna la verità del logo e il logo quella dell'esperienza».

### Il sapere
Una nuova concezione del sapere è alla base del pensiero di Bontadini che ne ribadisce l'origine nell'esperienza che però va intesa non più come risultato delle operazioni della ragione (razionalismo) o come ricezione passiva dei dati empirici (empirismo), ma come "presenza": mentre la gnoseologia contemporanea continua a concepirla nell'ambito di un dualismo dell'essere e del conoscere, correlando così il problema metafisico a quello del conoscere e facendo nascere la questione, di difficile soluzione, di quale correlazione possa esserci tra il pensiero e la realtà.
Ma ogni qual volta si considera ciò che si ritiene sia "al di là" del pensiero, questo inevitabilmente è nel pensiero, appartiene al pensiero stesso.
Quindi ogni esperienza come "presenza" è assoluta, perché non costruita, ed è totale, poiché ogni singolo fatto empirico fa parte di essa.

### L'unità dell'esperienza
Si arriva quindi alla concezione di "unità dell'esperienza" dove tra l'esperienza e il pensiero si sviluppa quel rapporto di circolarità che costituisce il sapere.
Ma secondo l'insegnamento di Parmenide l'essenza dell'esperienza è il divenire che si presenta come contraddittorio nella sua realtà di essere e di esistere inteso come opposto al non essere.
Come può il sapere allora basarsi su una struttura contraddittoria di essere e divenire?
«Il divenire si presenta cioè contraddittorio; anzi come la stessa incarnazione della contraddittorietà (l'identificarsi del positivo e del negativo), come la smentita alla suprema e immediata identità: l'essere è».

### La soluzione in Dio creatore
«L'ente, che è temporale in quanto empirico, è eterno in quanto divino».
La contraddizione insita nel divenire cioè può essere superata nell'esistenza di Dio creatore: «La contraddizione del divenire è superata con la dottrina della creazione, in quanto quella identificazione dell'essere e del non essere, che riscontriamo nell'esperienza, è ora vista come il risultato dell'azione dell'Essere», di Colui che crea dal non essere l'essere.
Ma l'essere poi non ricade, divenendo, nel nulla?
Non si può, risponde Bontadini, pensare assurdamente che l'essere sia distrutto dal nulla ma il mondo creato da Dio è diverso da Lui ma insieme coincide nella sua creazione non alterando la sua essenziale immutabilità.

### La polemica con Emanuele Severino
Emanuele Severino, traendo le conclusioni dalla concezione del suo maestro Bontadini nel 1964 in un saggio pubblicato nella Rivista di filosofia neo-scolastica (fasc. II) dal titolo Ritornare a Parmenide, eliminò ogni differenza tra l'immutabilità di Dio e quella del mondo soggetto al divenire, sicché ogni cosa sarebbe eterna com'è eterno Dio.
Rispose con toni duramente ironici Bontadini in un articolo dal titolo in greco antico Sozein ta fainomena (Salvare i fenomeni): «... io mi chiesi [...] con quale barba si trovi, nel mondo dell'essere, il mio alter ego immutabile. Giacché, da quando ero matricola venendo fino ad oggi, di barbe io ne ho cambiate molte centinaia. Ora, se poniamo che tutte sono immutabili, mi pare che non troverei abbastanza superficie sul mio corpo – quello fissato per l'eternità – per fare posto a tutte». Bontadini ribadì quindi la sua concezione del "principio di creazione" che permette di superare la contraddittorietà del divenire tramite l'azione creatrice di Dio: «in quanto quella identificazione dell'essere e del non-essere, che riscontriamo nell'esperienza, è ora vista come il risultato dell'azione dell'Essere (azione indiveniente dell'Essere indiveniente)».
Il dialogo a distanza continuò negli anni successivi. Il punto centrale del disaccordo verteva sul fatto se l'esperienza attesti o meno il divenire: verità ammessa da Bontadini (se anche non abbiamo esperienza dell'annientamento degli enti, ma solo della loro apparizione/scomparsa, tale esperienza è pur sempre un mutamento), in accordo con il senso comune e con la tradizione filosofica occidentale, ma negata da Severino, per il quale la concezione tradizionale del divenire è una cattiva interpretazione dell’esperienza.

## Opere principali
- Saggio di una metafisica dell'esperienza, Milano, Vita e pensiero, 1938.
- Studi sull'idealismo. Serie prima (1923-1935), Urbino, A. Argalia, 1942.
- Dall'attualismo al problematicismo. Studii sulla filosofia italiana contemporanea, Brescia, La scuola, 1945.
- Studi sulla filosofia dell'età cartesiana, Brescia, La scuola, 1947.
- Dal problematicismo alla metafisica. Nuovi studi sulla filosofia italiana contemporanea, Milano, Marzorati, 1952.
- Indagini di struttura sul gnoseologismo moderno. I. Berkeley, Leibniz, Hume, Kant, Brescia, La scuola, 1952.
- Il compito della metafisica (a cura di), Milano, Fratelli Bocca, 1952.
- Studi di filosofia moderna, Brescia, La scuola, 1966.
- Conversazioni di metafisica, 2 voll., Milano, Vita e pensiero, 1971.
- Metafisica e deellenizzazione, Milano, Vita e pensiero, 1975.
- Appunti di filosofia, Milano, Vita e pensiero, 1996. ISBN 88-343-3680-1
- Gentile e la metafisica, Brescia, Morcelliana, 2025.